# Встреча Жанны д’Арк и дофина Карла в Шиноне

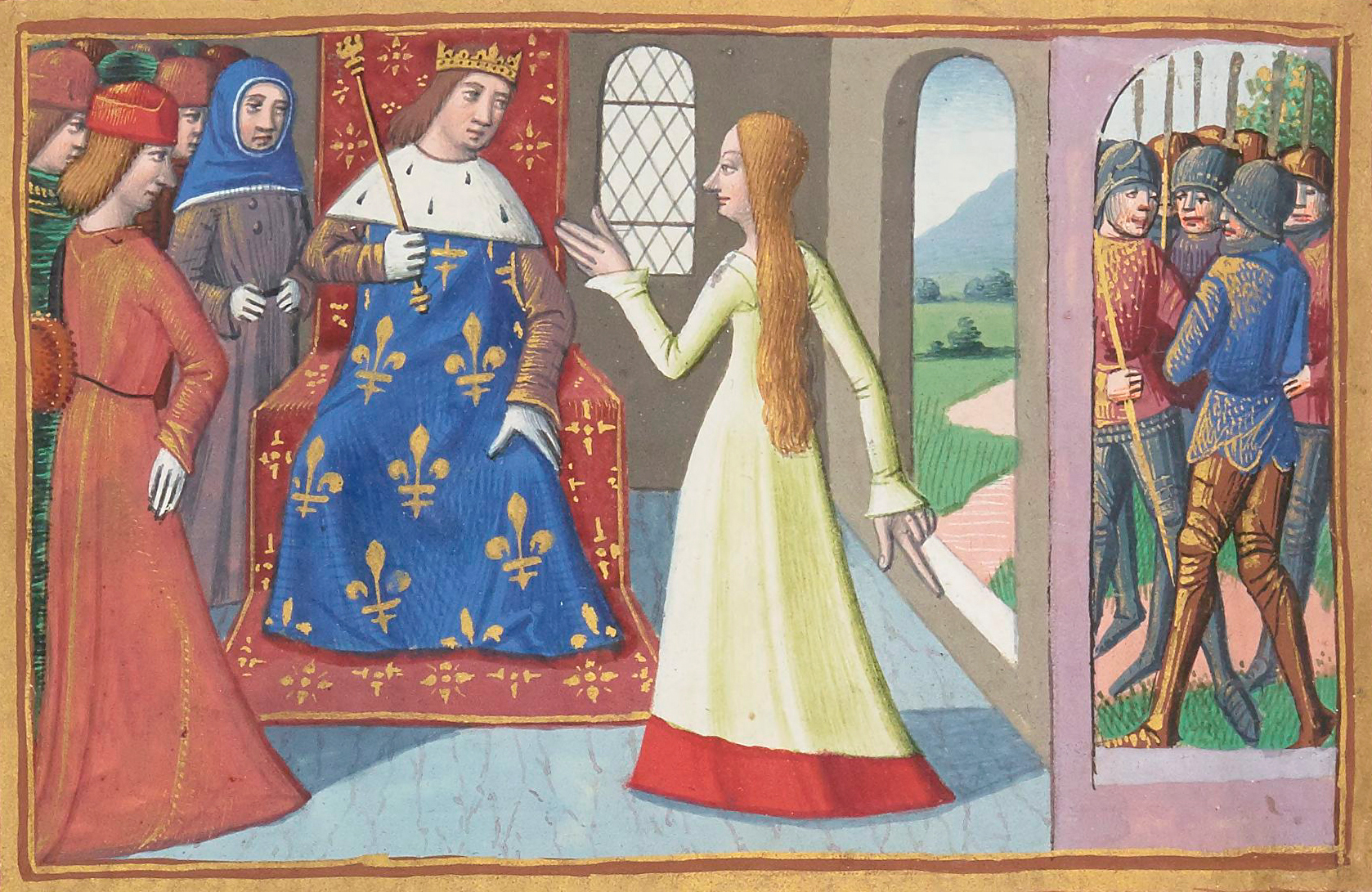
Жанна д'Арк перед дофином Карлом в Шиноне. Миниатюра из «Вигилий на смерть короля Карла VII». Около 1484 г. Национальная библиотека Франции

Встреча Жанны д’Арк и дофина Карла в Шиноне — эпизод из биографии Жанны д’Арк: первая аудиенция, которую дал Жанне будущий король Франции Карл VII в замке Шинон, где в то время располагался его двор. Традиционная интерпретация этого события получила широкое представление в биографии Жанны, изобразительном искусстве, кинофильмах и театральных постановках.

## Ход событий
Встреча Жанны д’Арк и дофина в Шиноне — самый известный в биографии Жанны эпизод (а, возможно, по мнению историка-медиевиста В. Райцеса, и во всей истории Франции). 
Согласно традиционному представлению, Жанна д’Арк прибыла в резиденцию дофина, замок Шинон, в конце февраля — начале марта 1429 года. Вечером этого дня в зал, где горели «пятьдесят факелов» и собрались «триста шевалье», девушку ввел граф Вандомский. Дофин, получивший от Жанны письмо из Сент-Катрин-де-Фьербуа, где та писала, что узнает его среди других, устроил ей испытание, посадив на трон одного из своих придворных и смешавшись с толпой. Однако Жанна безошибочно указала на Карла. Она объявила ему, что послана Небом для освобождения страны от английского господства и попросила армию для снятия осады с Орлеана. После дофин Шарль отошёл вместе с Жанной в сторону и долго беседовал с ней. О чём говорили они, так и осталось неизвестным (предполагается, что речь шла о некоем «королевском секрете»), однако окружающие заметили, что Карл после разговора с Жанной выглядел счастливым, что совсем не было свойственно ему.